# CASA Arena Horsens
Die CASA Arena Horsens ist ein Fußballstadion in der dänischen Stadt Horsens, Region Midtjylland. Der Fußballverein AC Horsens empfängt hier seine Gegner zu den Spielen.

## Geschichte
Das 1929 eingeweihte Stadion verfügt nach dem kompletten Umbau 2009 über eine Zuschauerkapazität von 10.400 überdachten Plätzen (davon 7.500 Sitzplätze). Zu Konzerten sind rund 30.000 Zuschauer zugelassen. Die Umbaukosten von 90 Mio. dänischen Kronen wurden durch die Horsens Kommune und private Investoren aufgebracht. Bei der Renovierung des Stadions wurden die beiden Längstribünen durch einen Neubau ersetzt sowie Tribünen hinter den Toren errichtet und mit einem Dach versehen. Die Dachkonstruktion senkt sich über den Hintertorrängen ab. Markant sind auch die vier Masten der Flutlichtanlage der CASA Arena, die in ihrer außergewöhnlichen Form weit über das Stadion ragen. An der Südtribüne der Veranstaltungsstätte liegt das Forums foyer, dessen Räumlichkeiten für Veranstaltungen und Feiern gemietet werden können. In der ersten Etage liegt eine Sponsoren-Lounge mit 1.000 Plätzen und in der zweiten Etage befinden sich 12 V.I.P.-Logen.
Am 8. August 2015 wurde dort erstmals der Grand Prix von Dänemark in der Speedway-Einzel-Weltmeisterschaft ausgetragen.

## Galerie

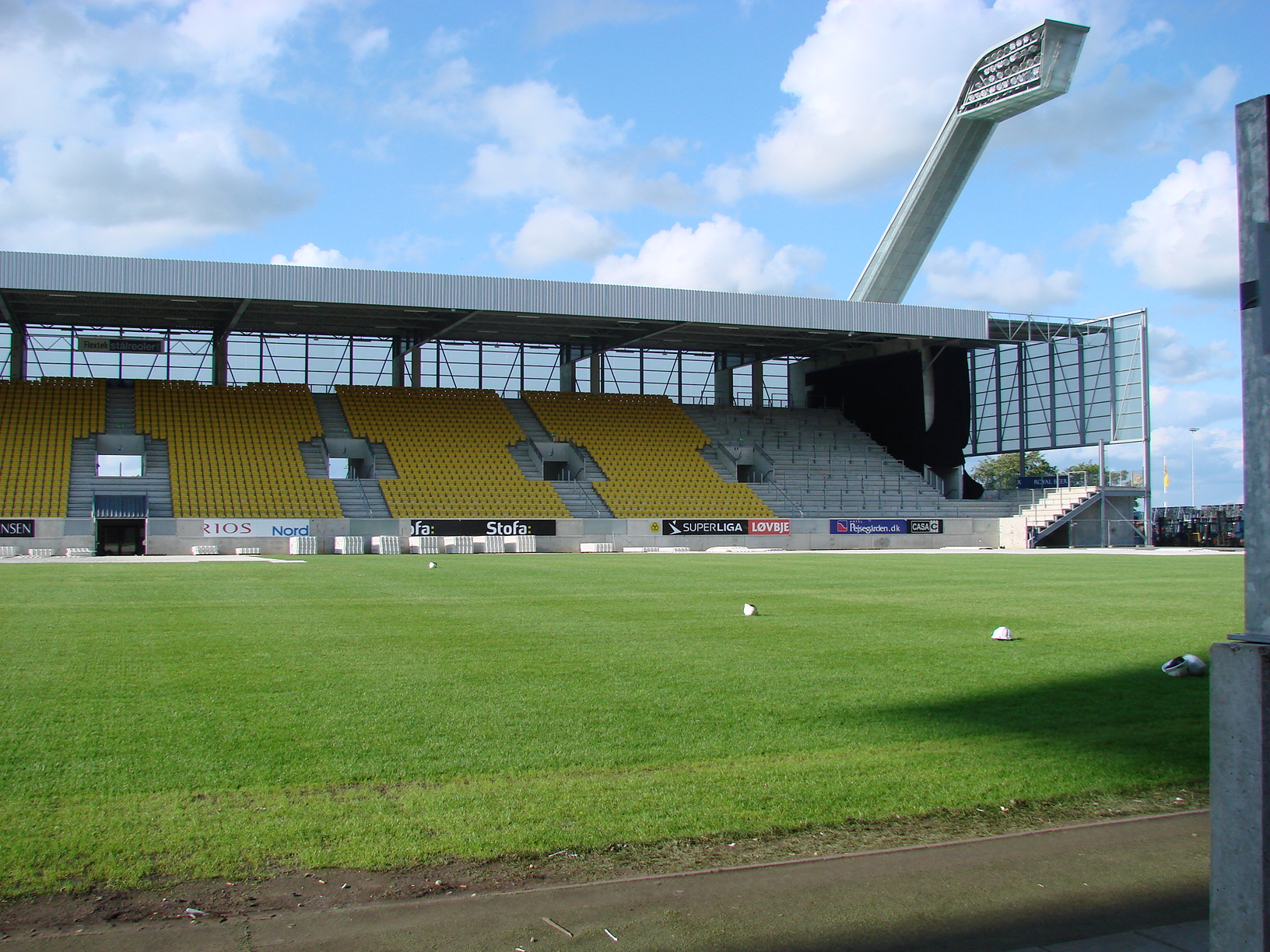
Innenansicht des Stadions